# Ehemaliges Krankenhaus (Friedberg)

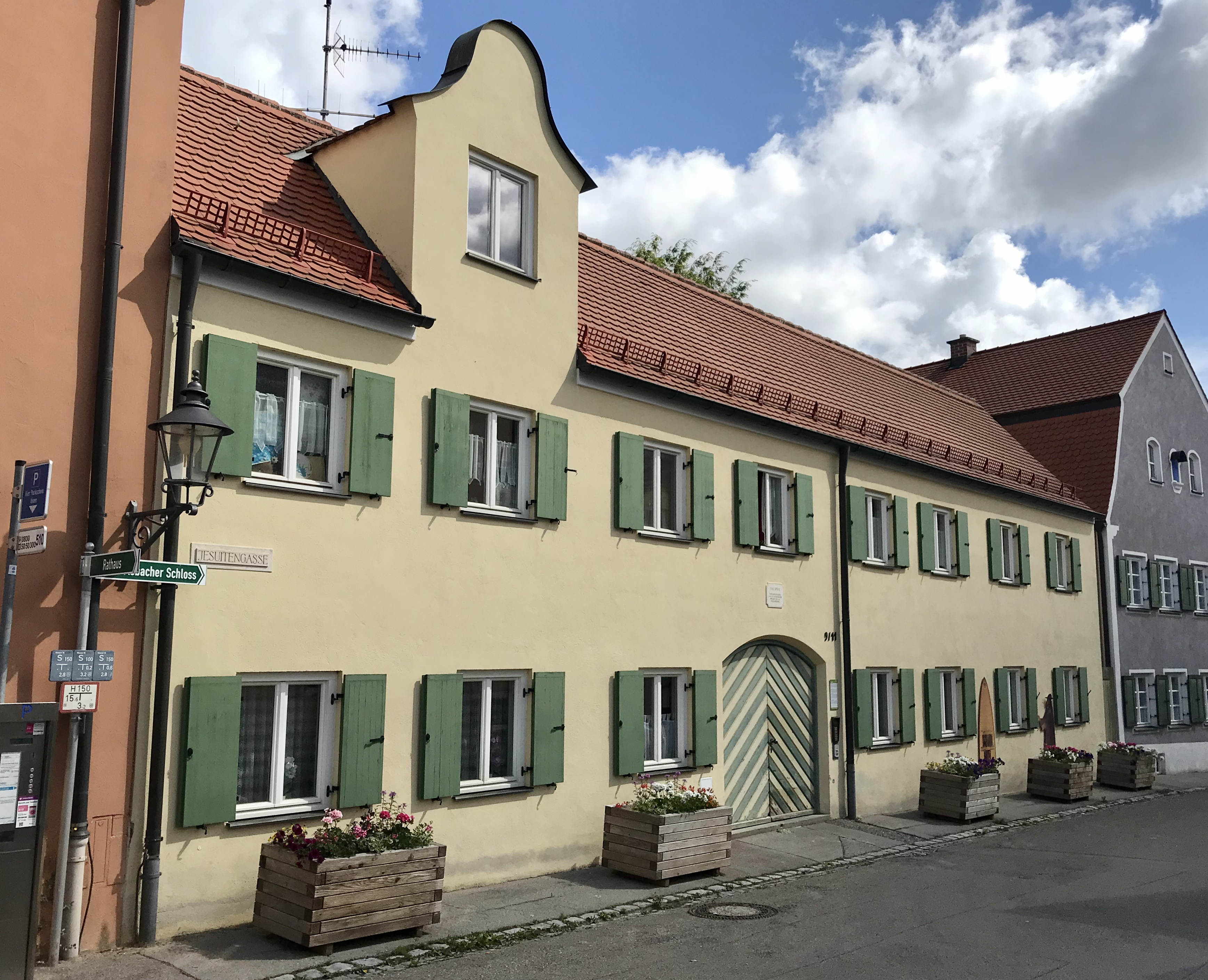
Gebäude in der Jesuitengasse 9/11

Das ehemalige Krankenhaus in der Jesuitengasse 9/11 ist ein Baudenkmal in Friedberg in Bayern.
Die Jesuiten erbauten 1676 neben der Kirche „Zu unserer lieben Frau“ ein Armenhaus. Ab 1785 wurde dieses als Krankenhaus genutzt. Der zweigeschossige Walmdachbau, laut dendrochronologischer Datierung von 1826, wurde 1967 erneuert. In die Nordwand wurde die jesuitische Klostermauer einbezogen. Das Gebäude beherbergt heute preiswerte Mietwohnungen für bedürftige Senioren.